# Prima Categoria 1911-12
El Campeonato Italiano de Fútbol 1911-12 fue la 15.ª edición de dicho campeonato. Pro Vercelli ganó su cuarto scudetto.

## Clasificaciones previas
Jugados el 24 y 27 de septiembre de 1911.
| Equipo 1 | Agr. | Equipo 2               | Ida | Vuelta |
| -------- | ---- | ---------------------- | --- | ------ |
| Casale   | 2-1  | Racing Libertas Milano | 1-1 | 1-0    |

Casale clasificado a la competición.

## Clasificaciones

### Piamonte-Lombardía-Liguria

#### Clasificación
|     | Equipo         | Pts | PJ | PG | PE | PP | GF | GC | +/- | Comentarios            |
| --- | -------------- | --- | -- | -- | -- | -- | -- | -- | --- | ---------------------- |
| 1.  | Pro Vercelli   | 32  | 18 | 15 | 2  | 1  | 50 | 12 | +38 | Clasificado a la final |
| 2.  | Milan          | 31  | 18 | 14 | 3  | 1  | 60 | 10 | +50 |                        |
| 3.  | Genoa          | 24  | 18 | 10 | 4  | 4  | 35 | 21 | +14 |                        |
| 4.  | Internazionale | 21  | 18 | 10 | 1  | 7  | 42 | 22 | +20 |                        |
| 4.  | Torino         | 21  | 18 | 10 | 1  | 7  | 31 | 31 | 0   |                        |
| 6.  | Casale         | 15  | 18 | 6  | 3  | 9  | 19 | 26 | -7  |                        |
| 6.  | Andrea Doria   | 15  | 18 | 7  | 1  | 10 | 24 | 37 | -13 |                        |
| 8.  | Juventus       | 9   | 18 | 3  | 3  | 12 | 22 | 47 | -25 |                        |
| 9.  | US Milanese    | 8   | 18 | 3  | 2  | 13 | 18 | 52 | -34 |                        |
| 10. | Piemonte       | 4   | 18 | 1  | 2  | 15 | 16 | 59 | -43 |                        |

#### Resultados
|                | A. Doria | Casale | Genoa | Internazionale | Juventus | Milan | Piemonte | Pro Vercelli | Torino | US Milanese |
| -------------- | -------- | ------ | ----- | -------------- | -------- | ----- | -------- | ------------ | ------ | ----------- |
| A. Doria       |          | 2-1    | 1-2   | 0-2            | 1-0      | 0-4   | 8-0      | 0-2          | 3-1    | 4-2         |
| Casale         | 3-0      |        | 0-1   | 0-3            | 2-0      | 0-1   | 2-0      | 1-2          | 2-2    | 2-0         |
| Genoa          | 1-1      | 1-1    |       | 3-2            | 2-0      | 1-0   | 5-1      | 0-1          | 2-2    | 3-2         |
| Internazionale | 4-0      | 0-1    | 1-3   |                | 6-1      | 0-3   | 5-1      | 2-1          | 1-1    | 2-0         |
| Juventus       | 4-0      | 2-2    | 1-5   | 0-4            |          | 0-4   | 5-2      | 1-3          | 1-1    | 1-1         |
| Milan          | 4-0      | 6-0    | 1-0   | 2-1            | 8-1      |       | 1-1      | 2-2          | 3-1    | 6-0         |
| Piemonte       | 1-2      | 2-1    | 0-2   | 1-2            | 1-4      | 0-3   |          | 1-6          | 1-2    | 1-1         |
| Pro Vercelli   | 3-0      | 3-0    | 2-0   | 3-1            | 1-0      | 1-1   | 4-2      |              | 1-0    | 3-0         |
| Torino         | 2-0      | 1-0    | 2-2   | 2-1            | 2-1      | 1-6   | 3-0      | 1-5          |        | 6-2         |
| US Milanese    | 1-2      | 0-1    | 3-2   | 0-5            | 2-0      | 1-5   | 3-1      | 0-7          | 0-1    |             |

### Véneto-Emilia-Romaña

#### Clasificación
|    | Equipo        | Pts | PJ | PG | PE | PP | GF | GC | +/- | Comentarios            |
| -- | ------------- | --- | -- | -- | -- | -- | -- | -- | --- | ---------------------- |
| 1. | Venezia       | 7   | 6  | 3  | 1  | 2  | 8  | 12 | -4  | Clasificado a la final |
| 2. | Vicenza       | 6   | 6  | 3  | 0  | 3  | 10 | 7  | +3  |                        |
| 2. | Hellas Verona | 6   | 6  | 2  | 2  | 2  | 9  | 9  | 0   |                        |
| 4. | Bologna       | 5   | 6  | 2  | 1  | 3  | 10 | 9  | -1  |                        |

#### Resultados
|           | Bologna | Hellas VR | Venezia | Vicenza |
| --------- | ------- | --------- | ------- | ------- |
| Bologna   |         | 2-2       | 3-0     | 3-2     |
| Hellas VR | 2-1     |           | 1-1     | 2-1     |
| Venezia   | 2-1     | 3-2       |         | 1-0     |
| Vicenza   | 1-0     | 1-0       | 5-1     |         |

## Final
Jugada el 28 de abril y 5 de mayo de 1912.
| Equipo 1 | Agr. | Equipo 2     | Ida | Vuelta |
| -------- | ---- | ------------ | --- | ------ |
| Venezia  | 0-13 | Pro Vercelli | 0-6 | 0-7    |

|              |
| Campeón      |
| Pro Vercelli |
| 4º título    |

### Equipo campeón
- Giovanni Innocenti
- Angelo Binaschi
- Guido Ara
- Giuseppe Milano I
- Pietro Leone I
- Felice Milano II
- Felice Berardo II
- Pietro Ferraro I
- Carlo Rampini I
- Carlo Corna I